# Ding Xuexiang

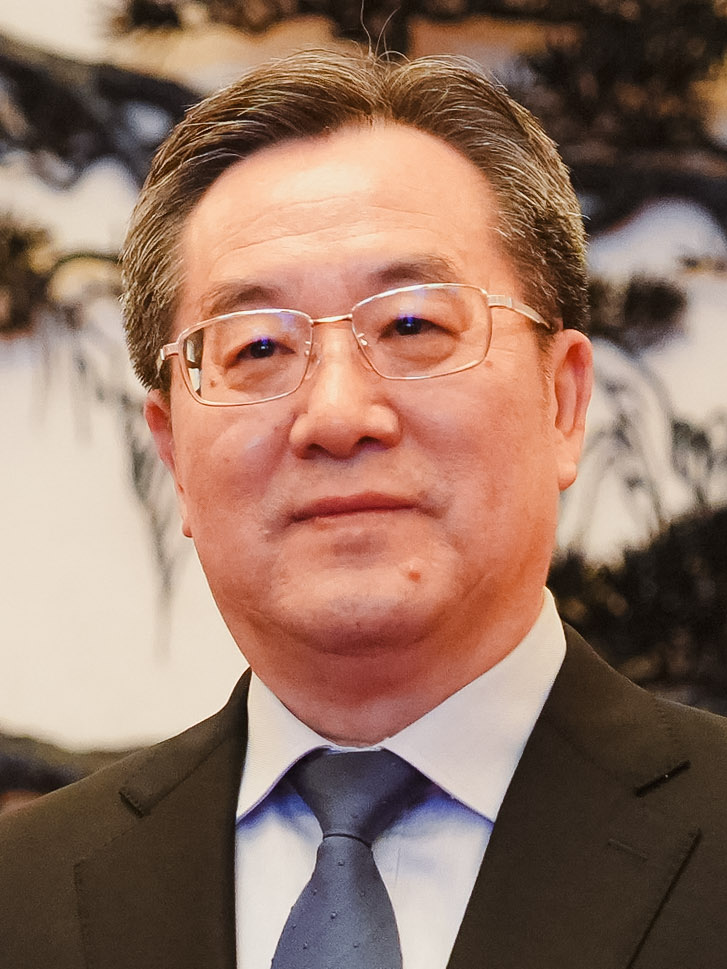
Ding Xuexiang

Ding Xuexiang (chinesisch 丁薛祥, Pinyin Dīng Xuēxiáng; * September 1962 in der Stadt Nantong in der Provinz Jiangsu) ist ein chinesischer Politiker und seit Oktober 2017 Mitglied des 19. und 20. Politbüros der Kommunistischen Partei Chinas. Er ist Leiter des Allgemeinen Büros des Zentralkomitees der Kommunistischen Partei Chinas. Er wurde am 23. Oktober 2022 in den  Ständigen Ausschuss des Politbüros der Kommunistischen Partei Chinas gewählt.

## Werdegang
Ding wurde im September 1962  in Nantong in der Provinz Jiangsu geboren. Er absolvierte das Bachelorstudium an der Nordost-Schwerinstustrie Hochschule (Yanshan-Universität). Er trat im Jahr 1984 in die Kommunistische Partei Chinas ein. Von 1989 bis 1994 studierte er Verwaltungsmanagement an der Fakultät für Management an der Fudan-Universität und erwarb den Abschluss eines Master of Science. Von 2012 bis 2013 war er Sekretär für Politik und Recht der Shanghaier Kommunistischen Partei. Er war stellvertretendes Mitglied des 18. Zentralkomitees der Kommunistischen Partei Chinas und wurde im Jahr 2013 stellvertretender Direktor des Generalbüros des Zentralkomitees der KPCh.  Im Oktober 2017 wurde er Leiter des Allgemeinen Büros des Zentralkomitees der Kommunistischen Partei Chinas und Mitglied des 19. Politbüros der KPCh. Er gilt als Vertrauter des Präsidenten Xi Jinping, da er bereits im Jahr 2007 in Shanghai für ihn gearbeitet hat und ihm in vielen Positionen folgte.